# Pterorhinus nuchalis
Pterorhinus nuchalis é uma espécie de ave da família Leiothrichidae.
Pode ser encontrada nos seguintes países: Índia e Myanmar.
Está ameaçada por perda de habitat.